# Siegfried Richter (Politiker)
Siegfried Richter (* 1. Juni 1885 in München; † 1972 in Nabburg in der Oberpfalz) war ein deutscher Verwaltungsjurist und Landrat des Landkreises Nabburg.

## Leben
Nach dem Abitur am Luitpold-Gymnasium München leistete Siegfried Richter seinen Militärdienst als Einjährig-Freiwilliger und studierte anschließend Rechtswissenschaften an der Ludwig-Maximilians-Universität München. Nach der ersten juristischen Staatsprüfung folgte der dreijährige Vorbereitungsdienst (Referendariat), der ihn zum Amts- und Landgericht München I, zur Polizeidirektion München und zum Bezirksamt Kötzting führte. 1913 legte er das Große juristische Staatsexamen ab und musste Kriegsdienst leisten. Zum 1. Juli 1918 erhielt er eine Anstellung als Assessor beim Bezirksamt Dillingen. Zum Jahresbeginn 1930 wurde er zum Regierungsrat und am 16. September 1933 als Bezirksoberamtmann zum Bezirksamtsvorstand (ab 1939 Landrat) im Landkreis Nabburg ernannt. Richter war zum 1. April 1933 in die NSDAP eingetreten (Mitgliedsnummer 1.822.646) und schloss sich im selben Jahr der SA an. Er war Stadtrat in Dillingen. Von Mitte August bis Ende September 1942 war Richter zugleich mit der Führung der Geschäfte des Landrats in Tirschenreuth beauftragt.
In Nabburg übte er die Dienstgeschäfte bis zu seiner Internierung am 22. April 1945, die bis zum 26. August 1947 andauerte, aus. Im Entnazifizierungsverfahren wurde er durch die Spruchkammer Nabburg als Belasteter, im Berufungsverfahren als Mitläufer eingestuft, so dass er mit dieser Entscheidung mit 80 Prozent seiner normalen Ruhestandsbezüge versorgt werden konnte.